# 정훈희의 8시 가요쇼
정훈희의 8시 가요쇼는 대한민국의 방송국 한국방송공사의 라디오 채널 KBS 해피FM(수도권 FM 106.1MHz, AM 603kHz)에서 매일 저녁 8시 5분부터 밤 10시까지 방송했던 라디오 프로그램이다. 2010년 4월 18일 자로 6개월만에 폐지되었다.

## 진행자
- 가수 정훈희